# Alex Chu
Alex Chu (en hangul, 추헌곤; en hanja, 秋憲坤; Vancouver, 2 de septiembre de 1979), más conocido como Alex Chu (en hangul, 알렉스 추) o simplemente Alex (en hangul, 알렉스), es un cantante y actor canadiense de origen surcoreano. Él es vocalista de la banda coreana Clazziquai.

## Biografía
Chu nació el 2 de septiembre de 1979 en Vancouver, Canadá. Álex saltó a la fama al regresar a Corea del Sur años más tarde como parte del grupo Clazziquai. La popularidad del grupo se disperó después de que grabaran la banda sonora de la exitosa serie My Lovely Samsoon. En 2008, el grupo anunció una pausa temporal y sus miembros debutaron como artistas a solas, incluyendo a Álex. En 2009, Clazziquai volvió con el lanzamiento de Mucho Punk.
Álex Chu se convirtió en parte del reality show de MBC We Got Married fue emparejado con la cantante coreana Jang Yoon Jeong para el episodio lunar, luego fue con la actriz y cantante Shin Ae por todo el resto de la serie. En el show también estaban las estrellas Crown J, Andy de Shinhwa, Seo In Young of Jewelry, Solbi de Typhoon, Saori y Jung Hyung Don.
Álex y Shin Ae dejaron el show después del episodio ocho porque Álex debía grabar su primer álbum com solista Vintage Romance. Fueron reemplazados por Kim Hyun Joong de SS501 y Hwangbo de Chakra. Sin embargo, debido a la demanda popular, la pareja se reunió en el episodio trece. Álex y Shin Ae hicieron su salida del show el 16 de noviembre de 2008.
Álex debutó en su primera serie de drama Pasta como uno de los actores principales. El drama salió al aire a partir del 4 de enero de 2010 al 9 de marzo de 2010 en MBC.
El 2 de junio de 2011, Álex lanzó su segundo disco en solitario, Just Like Me.
El 1 de junio de 2012, Álex abrió un nuevo restaurante italiano, llamado D'asti Plate. Él se asoció con tres de sus amigos para abrir el restaurante, que se encuentra en la zona de Shinsadong de Seúl.
En 2013, también apareció en el programa de variedad de KBS Our Neighborhood Arts and Physical Education0 el participó durante el Bowling coincide con del episodio seis y episodio nueve.

## Discografía

### Álbumes de estudio
- 2008: My Vintage Romance
- 2011: Just Like Me

## Filmografía

### Series de televisión
| Año  | Título                           | Rol              | Canal       |
| ---- | -------------------------------- | ---------------- | ----------- |
| 2007 | Finding Love                     | Park Ji-won      | MBC Every 1 |
| 2010 | Smile Again                      | Lee Tae Hoon     | KBS 1TV     |
| 2010 | Pasta                            | Kim San          | MBC         |
| 2011 | Mil días de promesas             | Son Suk Ho       | SBS         |
| 2012 | Salamander Gurú and The Shadows  | Ji Hoon          | SBS         |
| 2013 | Medical Top Team                 | Bae Sang Kyu     | MBC         |
| 2014 | I Need Romance 3                 | Lee Jung Ho      | TvN         |
| 2014 | Hotel King                       | Yoo Joon Seong   | MBC         |
| 2014 | My Lovely Girl                   | Bae Sung Jin     | SBS         |
| 2020 | I've Returned After One Marriage | Dr. Lee Jung-rok | KBS2        |
| 2021 | The Second Husband               | Fiscal           | MBC TV      |

### Shows de variedades
| Año                    | Título                                                                                     | Rol                                                  | Canal   |
| ---------------------- | ------------------------------------------------------------------------------------------ | ---------------------------------------------------- | ------- |
| 2009                   | We Got Married (Primera temporada)                                                         | Él mismo                                             | MBC     |
| 2010                   | Happy Together (Temporada 3)                                                               | Él mismo (ep 167)                                    | -       |
| 2013, 2014             | Cool Kiz on the Block también conocido como "Our Neighborhood Arts and Physical Education" | Él mismo                                             | KBS 2TV |
| 2014                   | Running Man                                                                                | Él mismo                                             | SBS     |
| 2015                   | "A Style For You"                                                                          | Él mismo                                             | "KBS"   |
| 2015                   | "King of Mask Singer"                                                                      | participó como "Levitation Hot-Air Balloon" (ep. 19) | MBC     |
| 2011, 2012, 2014, 2016 | Hello Counselor                                                                            | Invitado, Ep. 33, 104, 203, 292                      | KBS2    |

## Controversias
Álex Chu fue procesado sin prisión por la policía de Gangnam de Seúl por conducir mientras estaba intoxicado en Seúl el 18 de julio de 2012. Chu tenía contenido de alcohol en la sangre de 0.134%.